# 3846 Hazel
3846 Hazel је астероид главног астероидног појаса са пречником од приближно 18,4 .
Афел астероида је на удаљености од 3,193 астрономских јединица (АЈ) од Сунца, а перихел на 2,687 АЈ.
Ексцентрицитет орбите износи 0,086, инклинација (нагиб) орбите у односу на раван еклиптике 9,001 степени, а орбитални период износи 1841,777 дана (5,042 година).
Апсолутна магнитуда астероида је 12,1 а геометријски албедо 0,075.
Астероид је откривен 9. октобра 1980. године.